# Rêvolution
Pour les articles homonymes, voir Révolution (homonymie).
Albums de IAM
...IAM
(2013) Yasuke
(2019)
Singles
1. Monnaie de singe
Sortie : 20 janvier 2017
2. Grands rêves, grandes boîtes
Sortie : 10 février 2017
3. Bien plus beau
Sortie : 17 Mars 2017
4. Orthodoxes
Sortie : 24 Mars 2017
5. Ils ne savent pas
Sortie : 28 Avril 2017
6. Rêvolution
Sortie : 12 Mai 2017
7. Chanson d'automne
Sortie : 2 juin 2017

Rêvolution (prononcer /ʁɛvɔlysjɔ̃/ au lieu de /ʁevɔlysjɔ̃/) est le huitième album studio du groupe de rap français IAM, sorti en 2017. L'album est certifié « disque d'or » trois mois après sa sortie. 
Akhenaton en explique le titre ainsi : « On peut y voir le rêve, l’évolution et la révolution. Les trois aspects sont importants. Le titre transcrit l’envie de changer les choses par une révolution construite, réfléchie et non violente, car la violence ne mène à rien. [...] Le rêve symbolise une dimension importante de l’album et pour IAM : il a nous construit, permis d’avancer et de durer. »

## Historique
En 2013, IAM publie son septième album studio, ...IAM. Plusieurs déclarations révèlent que ce sera sûrement le dernier album du groupe. Cependant, en juin 2014, le label Def Jam France annonce qu'il prolonge le contrat d'IAM pour deux nouveaux albums. Le 9 janvier 2017, le groupe annonce la sortie de l'album via son compte Twitter et dévoile la pochette.
L'album a été enregistré en partie en Thaïlande durant une période de 5 mois.

## Éditions
L'album sort en CD, dont une édition limitée avec un second disque contenant les versions instrumentales. L'album est par ailleurs édité en vinyle, dont une édition limitée avec trois disques blancs.

## Singles
Le 13 janvier 2017, IAM dévoile le titre IAM 2017, single promotionnel de l'album en précisant : « Avant d’en dévoiler plus sur notre nouvel album Rêvolution, nous vous présentons le titre IAM 2017, titre inédit d’introduction disponible dès maintenant en digital ! Il sera disponible en vinyle le 20 janvier et dans la box collector ! ».
Le clip du premier single Monnaie de singe est dévoilé le 20 janvier 2017. Réalisé par Didier D. Daarwin, il met en scène les membres du groupe dans une vidéo en noir et blanc. On retrouve également la présence de K-Rhyme Le Roi, Faf Larage ou encore Boss One du groupe 3e Œil. Le clip commence par la citation « Obtenir la liberté, c’est commencer par ne pas s’enclaver soi-même ». Le groupe déclare que cette chanson parle de « la différence de crédit que la société, les médias et les réseaux sociaux accordent aux “bonnes” et aux “mauvaises” actions des citoyens issus des quartiers populaires. Surtout quand leur peau est sombre ».
Le clip du second single, Grands rêves, grandes boîtes, est publié le 10 février 2017. Il est réalisé par Didier D. Daarwin et Akhenaton, qui avaient déjà collaboré pour le téléfilm Conte de la frustration (2010). Ce clip met en scène Alejandra Gutierrez, une athlète qui rêvait de remporter une médaille olympique mais après son échec s'est engagée dans l'armée. Le groupe précise : « Dans un monde où garder les pieds sur terre est présenté comme un gage de réussite, défendre le rêve est essentiel. Ces songes, immatériels, ne peuvent être effleurés seulement si on s'en donne les moyens. Pour rêver grand, il faut de grandes boites pour les contenir ».

## Critiques
Dans Le Parisien, on peut lire : « Un disque dense, habité, qui rappelle combien un artiste est d'abord un citoyen, lequel peut être en colère. Sans oublier la veine festive ». 
Dans France Info : « le groupe marseillais IAM revendique plus que jamais sa pratique d'un rap à l'ancienne, soigné dans sa production, toujours aussi engagé et positif dans ses textes ».
Dans la critique de Rolling Stone, on peut lire « Contraction de Rêve et Evolution, ce nouvel album de 19 titres (rien que ça !) proclame haut et fort le style du quintet : engagement et technique » ou encore « L’ensemble de l’album conserve cette production intemporelle, très étudiée et qui respecte les codes d’un rap des racines, sans partir dans les effets stylistiques actuels ».
Pour Le Temps : « ce bouillonnant Rêvolution qui embrasse tant le hip-hop que la soul, le funk et le reggae ne se résigne pas au chaos ». Et d'ajouter : « les membres d'IAM posent à nouveau un regard aiguisé sur les soubresauts de leur époque et [...] se montrent impériaux en renouant avec les fondamentaux de titres à la fois percutants et coulants à la production pyramidale impressionnante ».
Dans sa critique Télérama écrit notamment « En dérogeant à la règle du « tout sample » pour enregistrer avec des musiciens, de vrais instruments, les IAM sortent de leur zone de confort. [...] On eût aimé qu'ils prennent autant de risques côté paroles et thèmes de chansons. Car à force de se poser en gardiens d'un hip-hop humaniste, nuancé, engagé mais pas dupe, et de rester optimistes malgré ces temps troublés, les Marseillais diluent sérieusement leur propos ».

## Liste des titres
| 1.  | Depuis longtemps                   | Imhotep                | 2:56 |
| 2.  | Fiya (feat. Lino)                  | Imhotep                | 4:13 |
| 3.  | Bad karma                          | Imhotep                | 3:55 |
| 4.  | Danse pour le hood                 | Imhotep                | 4:13 |
| 5.  | Grands rêves, grandes boîtes       | Akhenaton, Denis Théry | 4:06 |
| 6.  | Paix (feat. Saïd)                  | Imhotep                | 4:43 |
| 7.  | Rêvolution                         | Akhenaton, Imhotep     | 4:07 |
| 8.  | Orthodoxes                         | Akhenaton              | 4:33 |
| 9.  | Chanson d'automne                  | Imhotep                | 4:28 |
| 10. | Monnaie de singe                   | Akhenaton              | 3:35 |
| 11. | Ils ne savent pas                  | Imhotep                | 4:27 |
| 12. | Life, I live (feat. Tyler Woods)   | Akhenaton              | 4:08 |
| 13. | Auréole                            | Imhotep                | 4:09 |
| 14. | 1 gun, 2 gunz, 3                   | Akhenaton              | 4:14 |
| 15. | Terre aride (feat. Nuttea)         | Akhenaton              | 3:54 |
| 16. | La lune, c'est le soleil des loups | Akhenaton              | 3:49 |
| 17. | Exister                            | Imhotep                | 4:07 |
| 18. | Rigamortis                         | Akhenaton, Imhotep     | 3:27 |
| 19. | Bien plus beau (feat. Meryem Saci) | Imhotep                | 4:15 |

## Samples
- Orthodoxes contient des samples de Bad Boys de Marseille (Version Sauvage) d'Akhenaton & Fonky Family feat. Bruizza et de Unorthodox de Joey Badass[18]
- Rêvolution  contient des samples de Everyday Struggle de The Notorious B.I.G., ainsi que de Police State de dead prez et Sol Invictus d'Akhenaton.
- Ils ne savent pas contient un sample de MC's Act Like They Don't Know de KRS-One.
- Monnaie de singe contient un sample de Mad Crew de KRS-One.
- Danse pour le hood contient un sample de Nuff Respect de Big Daddy Kane.
- Paix contient un sample de Just a Moment de Nas feat. Quan.
- Life, i live contient un sample de Juicy de The Notorious B.I.G..
- Depuis longtemps contient des samples de I know you got soul de Eric B. and Rakim et Just Rhymin' with Biz de Big Daddy Kane feat. Biz Markie.

## Crédits
IAM
- Akhenaton : auteur-interprète, compositeur (5, 7, 8, 10, 12, 14, 15, 16, 18)[1]
- Shurik'n : auteur-interprète, chœurs
- Kheops : scratchs
- Imhotep : compositeur (exceptés 5, 8, 10, 12, 14, 15, 16)

Autres
- Faf Larage : voix additionnelle (10)
- Nuttea : auteur-interprète (15)
- Denis Thery : compositeur (5)
- Saïd : chœurs (4, 5, 10, 14, 17)
- Marina : chœurs (9)
- Ruby : chœurs (9, 15)